# Campeonato Mato-Grossense de Futebol de 2003
O Campeonato Mato-Grossense de Futebol de 2003 foi a 60ª edição do torneio estadual de Mato Grosso, aconteceu entre 8 de fevereiro e 27 de abril e reuniu doze equipes. A equipe campeã do campeonato foi o Cuiabá, da capital mato-grossense.

## Participantes
- Barra Esporte Clube (Barra do Garças)
- Cuiabá Esporte Clube (Cuiabá)
- Clube Esportivo Dom Bosco (Cuiabá)
- Grêmio Esportivo de Jaciara (Jaciara)
- Sociedade Esportiva e Recreativa Juventude (Primavera do Leste)
- Mixto Esporte Clube (Cuiabá)
- Nova Xavantina Esporte Clube (Nova Xavantina)
- Operário Futebol Clube Ltda. (Várzea Grande)
- Santa Cruz Esporte Clube (Barra do Bugres)
- Sinop Futebol Clube (Sinop)
- União Esporte Clube (Rondonópolis)
- Sociedade Esportiva Vila Aurora (Rondonópolis)

## Primeira Fase

### Grupo A
| Pos. | Equipe        | Pts | J  | V | E | D | GP | GC | SG  |
| ---- | ------------- | --- | -- | - | - | - | -- | -- | --- |
| 1    | Cuiabá        | 21  | 10 | 7 | 0 | 3 | 20 | 12 | +8  |
| 2    | Santa Cruz-MT | 17  | 10 | 5 | 2 | 3 | 15 | 11 | +4  |
| 3    | Dom Bosco     | 16  | 10 | 4 | 4 | 2 | 19 | 12 | +7  |
| 4    | Sinop         | 15  | 10 | 4 | 3 | 3 | 16 | 15 | +1  |
| 5    | Operário FC   | 12  | 10 | 3 | 3 | 4 | 14 | 18 | –4  |
| 6    | Mixto         | 2   | 10 | 0 | 2 | 8 | 12 | 28 | –16 |

|             | CUI | SCR | DBO | SIN | OPE | MIX |
| ----------- | --- | --- | --- | --- | --- | --- |
| Cuiabá      |     | 0–1 | 2–1 | 3–2 | 1–0 | 2–0 |
| Santa Cruz  | 2–0 |     | 1–1 | 3–1 | 1–2 | 3–2 |
| Dom Bosco   | 1–2 | 2–1 |     | 4–1 | 1–1 | 4–1 |
| Sinop       | 2–1 | 0–0 | 0–0 |     | 3–1 | 3–2 |
| Operário FC | 3–4 | 2–1 | 1–1 | 0–3 |     | 3–2 |
| Mixto       | 0–5 | 1–2 | 2–4 | 1–1 | 1–1 |     |

### Grupo B
| Pos. | Equipe             | Pts | J  | V | E | D | GP | GC | SG  |
| ---- | ------------------ | --- | -- | - | - | - | -- | -- | --- |
| 1    | Barra              | 18  | 10 | 5 | 3 | 2 | 21 | 9  | +12 |
| 2    | Grêmio Jaciara     | 18  | 10 | 5 | 3 | 2 | 13 | 10 | +3  |
| 3    | União Rondonópolis | 16  | 10 | 5 | 1 | 4 | 21 | 20 | +1  |
| 4    | Juventude-MT       | 14  | 10 | 4 | 2 | 4 | 22 | 15 | +7  |
| 5    | Nova Xavantina     | 14  | 10 | 4 | 2 | 4 | 14 | 16 | –2  |
| 6    | Vila Aurora        | 3   | 10 | 0 | 3 | 7 | 7  | 28 | –21 |

|                    | BAR | GJA | UNI | JUV | NXA | VAU |
| ------------------ | --- | --- | --- | --- | --- | --- |
| Barra              |     | 4–0 | 2–0 | 4–0 | 2–1 | 4–0 |
| Grêmio Jaciara     | 1–0 |     | 1–0 | 0–0 | 0–1 | 3–1 |
| União Rondonópolis | 3–1 | 3–3 |     | 1–0 | 5–2 | 2–0 |
| Juventude-MT       | 1–1 | 1–3 | 8–4 |     | 3–0 | 4–0 |
| Nova Xavantina     | 1–1 | 0–2 | 2–0 | 2–0 |     | 3–1 |
| Vila Aurora        | 2–2 | 0–0 | 1–3 | 0–5 | 2–2 |     |

## Segunda Fase
A equipe 2 faz o jogo de volta em casa. Classificam-se o s 3 vencedores e o perdedor com melhor campanha na primeira fase.
| Chave | Equipe 1           | Total | Equipe 2       | Ida | Volta |
| ----- | ------------------ | ----- | -------------- | --- | ----- |
| G1    | União Rondonópolis | 3–4   | Cuiabá         | 3–3 | 0–1   |
| G2    | Santa Cruz-MT      | 3–3   | Grêmio Jaciara | 2–1 | 1–2   |
| G3    | Dom Bosco          | 2–3   | Barra          | 2–1 | 0–2   |

## Fase final
|  | Semifinais     | Semifinais | Semifinais | Semifinais |       |   | Final | Final | Final | Final |
|  |                |            |            |            |       |   |       |       |       |       |
|  | Barra          | 0          | 1          | 1          |       |   |       |       |       |       |
|  | Santa Cruz-MT  | 0          | 1          |            |       |   |       |       |       |       |
|  | Santa Cruz-MT  | 0          | 1          |            | Barra | 1 | 2     | 3     |       |       |
|  |                |            |            |            | Barra | 1 | 2     | 3     |       |       |
|  |                | Cuiabá     | 1          | 3          | 4     |   |       |       |       |       |
|  | Cuiabá         | Cuiabá     | 1          | 3          | 4     | 2 | 3     | 5     |       |       |
|  | Cuiabá         |            |            |            |       | 2 | 3     | 5     |       |       |
|  | Grêmio Jaciara | 0          | 1          | 1          |       |   |       |       |       |       |

### Semifinais
| Time 1         | Total | Time 2 | ida | volta |
| -------------- | ----- | ------ | --- | ----- |
| Santa Cruz-MT  | 1-1   | Barra  | 0-0 | 1-1   |
| Grêmio Jaciara | 3-5   | Cuiabá | 2-2 | 1-3   |

O time à direita joga a partida de volta como mandante.

### Final
| Time 1 | Total | Time 2 | ida | volta |
| ------ | ----- | ------ | --- | ----- |
| Barra  | 3-4   | Cuiabá | 1-1 | 2-3   |

O time à direita joga a partida de volta como mandante.

## Premiação
| Campeonato Mato-Grossense de 2003 |
| Bandeira de Cuiabá                |
| --------------------------------- |
| CUIABÁ Campeão (1° título)        |